# Lumbin
Lumbin är en kommun i departementet Isère i regionen Auvergne-Rhône-Alpes i sydöstra Frankrike. Kommunen ligger i kantonen Le Touvet som tillhör arrondissementet Grenoble. År 2022 hade Lumbin 2 157 invånare.

## Befolkningsutveckling
Antalet invånare i kommunen Lumbin
Referens:INSEE